# 苫小牧共同火力発電所
苫小牧共同火力発電所（とまこまいきょうどうかりょくはつでんしょ）は北海道苫小牧市真砂町27-3にある北海道パワーエンジニアリングの石油火力発電所。

## 概要
北海道プラントサービスと苫小牧共同発電が合併してできた北海道パワーエンジニアリング株式会社が運営する火力発電所で3号機までが建設された。完成当時、総出力75万kWの北海道最大の火力発電所であったが、その後1、2号機は廃止された。
廃止されたタービンは太平電業の木更津技能訓練センターに移設され、技能訓練に活用されている。
当初はアルミ精錬用の発電所として稼動を開始したが、日本軽金属が苫小牧でのアルミ精錬から撤退した現在は、全発電量を北海道電力に供給している。
同じ敷地内に北海道電力の苫小牧発電所があり、両発電所とも北海道パワーエンジニアリングが運営管理を行っている。

## 発電設備
- 総出力：25万kW（2011年現在）

3号機
定格出力：25万kW
使用燃料：重油
営業運転開始：1974年4月

## 廃止された発電設備
1号機（廃止）
定格出力：25万kW
使用燃料：重油

2号機（廃止）
定格出力：25万kW
使用燃料：重油